# Lucherberg
Lucherberg is een plaats in de Duitse gemeente Inden, deelstaat Noordrijn-Westfalen, en telt 1091 inwoners (2007).